# Flying Heart
Flying Heart ist ein Jazzalbum des Trios Kokotob, bestehend aus Taiko Saitō, Niko Meinhold und Tobias Schirmer. Die Aufnahmen entstanden am 22. und 23. November 2015 im Studio H2, Berlin und erschienen im April 2017 auf Clean Feed Records.

## Hintergrund
Bereits 2006 hat die Vibraphonistin Taiko Saitō gemeinsam mit dem Pianisten Niko Meinhold ein Duoalbum mit dem Titel KoKo (Pirouet) aufgenommen, auf dem eine Synthese aus klassischer und improvisierter Jazzmusik entstand. Tobias Schirmer arbeitete in dieser Zeit u. a. mit Karsten Sitterles Code of Diseases. Mit der Erweiterung um den Klarinettisten Tobias Schirmer trat das Trio bereits 2010 beim Jazzfest Bonn auf.

## Musik des Albums
Jedes der Stücke des Albums entwickele sich „geduldig und mit einem zarten Bogen“, schrieb Troy Dostert; Am Beginn von Waldboden bespielt Meinhold das Innere des Klaviers, um eine Klanglandschaft zu erzeugen, während Schirmer und Saito das Thema des Stücks nach und nach herausarbeiten. Hingegen herrschen in Wellen schnell gespielte, wiederholte Noten vor; Meinhold und Saito unterstützen Schirmers lange, anhaltende Passagen auf der Bassklarinette, während er die Spannung nach und nach aufbaut, bis er schließlich mit einem dramatischen Höhenrausch das Stück abschließt. „Das Vertrauen in minimalistische Gesten in diesen Stücken ermöglicht einen starken aggregativen Effekt,“ schrieb Dostert, das sich in jedem entfalte. Etude in E-flat sei ein weiteres Beispiel für die Verwendung von sich wiederholenden Figuren durch das Trio, diesmal in einem schnelleren Tempo, mit überwältigenden Ergebnissen. Bei einigen Stücken herrsche ein offensichtlicherer lyrischer Aspekt vor, so Dostert, wie im Origami im Görlitzer Park, in dem Meinholds großzügige Wärme auf der Tastatur gezeigt wird und Schirmers Atem-betonte Klarinette zum Einsatz kommt.

## Titelliste
- Kokotob – Flying Heart (Clean Feed – CF431CD)[3]
  1. Waldboden (Schirmer) 3:58
  2. Wellen (Meinhold) 7:17
  3. Origami Im Görlitzer Park (Meinhold) 4:11
  4. Komodo No Komodo (Saito) 6:46
  5. Etude In Eb (Saito) 6:15
  6. Feldmännchen (Meinhold) 5:28
  7. 5 Viertel (Meinhold) 5:08
  8. Bikkuri (Schirmer) 2:14
  9. Korokoro (Saito) 5:05
  10. Snow Moon Flower (Saito) 3:54

## Rezeption
Nach Ansicht von Troy Dostert (All About Jazz) hat das Trio „ein zutiefst nachdenkliches, überzeugendes Album produziert, das sich ebenso stark auf Textur und Stimmung stützt wie auf offensichtliche melodische Gesten.“ Die Musik des Trios sei sorgfältig strukturiert, mit einer meditativen Einfachheit, die besonders beeindrucke. Abgesehen von dem relativ kurzen Bikkuri, einer mitreißenden Improvisation, die ein üppiges Zwischenspiel bietet, sind die meisten Tracks weitaus subtiler entwickelt, oft durch wiederholte Akkorde oder Ostinato-Phrasen, die typischerweise von Saito oder Meinhold oder beiden gespielt werden, während Schirmer mit offenen, trägen Phrasen über der Oberfläche schwebe, mit einer erdigen Dimension in seinem Spiel, wobei er oft nur seinen Atem für die Wirkung einsetzt. Nach Ansicht des Autors strebe das Trio „eindeutig nach einem kollektiven Produkt, das eher einen Klang als eine Reihe von Melodien erzeugt.“ Auch sei der emotionale Effekt der Musik ist viel wichtiger als auffällige Technik oder ausgefeilte Solo-Statements. Das vielleicht stimmigste Stück sei Komodo No Kodomo, das eine singbare Melodie hervorruft und Schirmer die Möglichkeit gibt, ein wunderschönes Solo über Meinholds und Saitos bezaubernde Ostinato-Figuren zu spielen. Typischer sei jedoch das strenge Feldmännchen, „bei dem sich alle drei Spieler auf ein paar Ideen und ein paar Noten verlassen, um eine abstrakte und doch irgendwie einladende Musikwelt zu schaffen.“
Obwohl sein zurückhaltender, zurückhaltender Ton nicht für diejenigen attraktiv sein mag, resümiert Dostert, die Musik mit explosiven Soli oder aufmerksamkeitsstarker Ausführung mögen, „gibt es hier eine Menge hochqualitativer Kunstfertigkeit, insbesondere für diejenigen, die ein gedämpfteres und introspektiveres Hörerlebnis wünschen.“
Derek Taylor schrieb in Dusted, kammermusikalischer Jazz im Geiste der Jimmy Giuffre 3 sei ein leicht erkennbarer Bezugspunkt des Trios, aber die fünfzigminütige Musik, die Flying Heart umfasst, kreuze viele andere musikalische Meilenpfosten. Meinholds Wellen sei eine eindringliche Übung in sorgfältig abgestimmter Dynamik, während Schirmers Bassklarinette um ein schimmerndes Ostinato kreist, das von den ruhig geschäftigen Anschlägen seiner Kollegen aufgebaut wird. „Der Grad an porösem Pathos, der im auf- und absteigenden Farbfeld erzeugt wird, wird schnell auffällig und setzt sich im Gedächtnis fort, nachdem die Spieler zu einer eng choreografierten Ruhe gekommen sind.“ Origami im Gorlitzer Park sei das erste von mehreren Stücken, das die weichere Seite des Trios zeige, als Saito den an ihren Planken befestigten Motor auf einen hohlen Resonanzring herunterdreht und Meinhold und Schirmer eine schöne Melodie entfalten, die schwimmt und sich zerstreut. Kratzende Atemgeräusche sorgen neben gebogenem Metall für Dissonanz, aber der wie ein Wiegenlied anmutende Zauber bleibe dank üppig verankerter Klavierakkorde ungebrochen. Saitos Marimba in Komodo No Kodomo verleiht dem Stück die sanftere Akustik; dies passe perfekt zu dem rotierenden, Raga-artigen Motiv, das als Energiequelle für die Melodie dient. Diese Performance erinnert den Autor an Künstler wie Keith Jarrett und die Gruppe Tangerine Dream.
Ein Ostinato dient auch als Dreh- und Angelpunkt in Saitos Etude in E-flat, während Meinhold und die Komponistin eine gitterartige rhythmische Struktur für Schirmers Spiel aufbauen, um ihn einzubeziehen. Schirmers sprunghaftes Bikkuri zeichne sich durch eng verwundene Stakkato-Aktivitäten aus, bei denen die Komponistin an seiner redseligsten Verfassung sei, und Saito und Meinhold in freiem Spiel unregelmäßige kontrapunktische Hindernisse lupfen. Der Titel Korokoro baue auf einem anderen kreisförmigen stufigen Form als Merkmal für Schirmers Bassklarinettenspiel auf, „das von seiner bloßesten Prägnanz ist.“